# Бакинская телебашня
Бакинская телеба́шня (азерб. Bakı Televiziya Qülləsi) — сооружение высотой 310 м в Баку, столице Азербайджана. Является самым высоким сооружением в Азербайджане и 41-й по высоте телевизионной башней в мире.
Комплекс был спроектирован на основании постановления Совета Министров СССР и по заказу Министерства связи Азербайджанской ССР Государственным проектным институтом Министерства связи СССР.
Строительные работы начались в 1979 году. Согласно проекту строительство должно было быть завершено в 1985 году. Однако по определенным причинам строительные работы на комплексе были приостановлены. Строительство телебашни было продолжено в 1993 году и в 1996 году состоялась церемония официального открытия комплекса.
В 2008 году на телебашне были произведены реконструкционные работы, на высоте 175 метров (27 этаж) был открыт вращающийся ресторан с видом на город.

Башня вечером
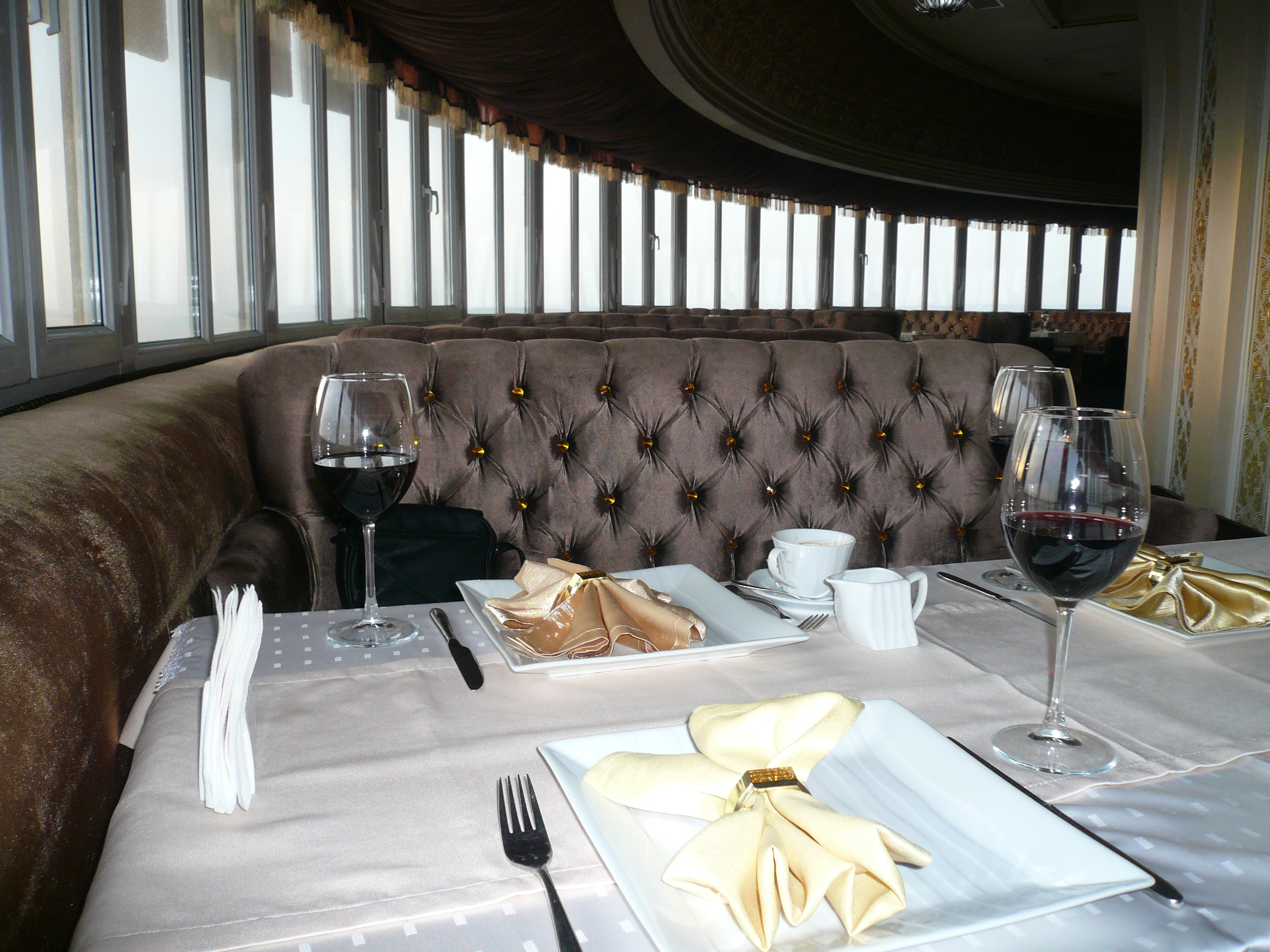
Вращающийся ресторан на 62-м этаже Бакинской телебашни. Столики и диваны медленно движутся вдоль окон по часовой стрелке. Полный оборот совершается примерно за час